# مانولو فيلافيردي
مانولو فيلافيردي (بالإسبانية: Manolo Villaverde)‏ ممثل مكسيكي من أصل اسباني (من مواليد شهر أغسطس من العام 1934) عمل في السينما والتلفزيون.